# Тія Геллебаут
Тія Геллебаут (нід. Tia Hellebaut, 16 лютого 1978) — бельгійська атлетка, олімпійська чемпіонка пекінської Олімпіади, чемпіонка Європи 2006 року зі стрибків у висоту серед жінок. Найкраща спортсменка Бельгії 2008 року.
Перемогла на олімпіаді 2008 року в Пекіні з результатом 205 см, встановивши при цьому особистий рекорд для змагань на відкритому повітрі. Хорватська спортсменка Бланка Влашич теж узяла цю висоту, але з другої спроби, а Тія — з першої. Тому за правилом меншої кількості спроб Золота медаль дісталася Тії.